# Centre de ressources et de compétences de la mucoviscidose
Les Centres de ressources et de compétences de la mucoviscidose (CRCM) sont 49 centres français institués par la circulaire no 502 du 22 octobre 2001 du Ministère de l'Emploi et de la Solidarité « relative à l’organisation des soins pour la prise en charge des patients atteints de mucoviscidose ». Les CRCM sont regroupés au sein de la société française de la mucoviscidose

## Définition
Définition formelle des CRCM issue de la circulaire no 502 du 22 octobre 2001 :
| « Il s’agit d’un regroupement des compétences de nombreux corps professionnels dans les différentes disciplines concernées par la mucoviscidose pour soigner au mieux dans la continuité et dans la globalité les patients atteints de cette maladie : - Pour les enfants dépistés, il s’agit du lieu où le diagnostic est confirmé puis annoncé et où le patient sera régulièrement suivi. - Pour tous les patients, il s’agit du lieu où les choix thérapeutiques et les décisions importantes sont pris et expliqués au patient et à sa famille. - Pour tous les intervenants et soignants, quels que soient les lieux de réalisation des soins, il s’agit du lieu de coordination des soins ». |

## Objectifs et rôles du CRCM
La mise en place d’un réseau de professionnels sous la responsabilité d’un CRCM a pour objectif une meilleure organisation des soins pour la mucoviscidose. La création des CRCM poursuit une démarche débutée avec la mise en place du dépistage néonatal pour permettre la mise en place de protocoles de traitement et de suivi le plus précocement possible, alors même que l’état clinique de l’enfant est encore satisfaisant. Il a en effet été décidé de généraliser le  dépistage néonatal, déjà pratiqué de longue date dans certaines régions (notamment en Bretagne), à l’ensemble du territoire national à partir de 2002, de façon progressive. La France est le premier pays à avoir donné une dimension nationale à un tel dépistage.
Cette nouvelle organisation des soins se justifie du fait des spécificités de cette maladie. En tant que maladie évolutive, la mucoviscidose entraîne nécessairement des conséquences physiques, psychologiques, scolaires et sociales qui retentissent sur le patient mais également sur sa famille, et leur demande une participation pluriquotidienne au traitement le plus souvent au domicile, avec parfois des soins relativement techniques. La diversité des organes concernés implique une approche à la fois globale et dans des champs de spécialités différents. La coordination des soins à l’hôpital, à domicile, et dans les autres lieux est un point essentiel de l’organisation de la prise en charge ainsi : « Les décisions stratégiques qui conduisent à ces soins doivent être prises par une équipe pluridisciplinaire qui connaît bien le patient et sa famille ainsi que leur capacité à assumer ces traitements et qui, par son savoir-faire sera à même de prendre les meilleures décisions thérapeutiques ».